# Hornemansbranden
Hornemansbranden 18.-19. april 1681 var en brand i Trondheim. Branden var ikke den sidste bybrand i Trondheim, men efter branden fik Johan Caspar de Cicignon til opgave at genopføre byen (med Anthony Coucheron som assistent), og Cicignons byplan er stadig et markant træk ved Trondheims bymidte.
Branden begyndte den 18. april i en bygning nær Nidelva, og store dele af byen blev ødelagt, herunder bryggebygningerne ved elven og Vor Frue Kirke. Tømmerhandler Thomas Hammond omkom ved branden.
Hele byen brændte, men Domkirken, Kongsgården, Hospitalet og nogle fiskerhuse blev reddet fra flammerne.
Efter branden blev byen genrejst efter Cicignons ortogonale byplan med brede og lige gader på initiativ af Christian V.